# Neoncicola novellae
Espèce
Synonymes
- Echinorhynchus novellae Parona, 1890 - protonyme
- Prosthenorchis novellae (Parona, 1890)

Neoncicola novellae est une espèce d'acanthocéphales de la famille des Oligacanthorhynchidae. C'est un parasite digestif d'un chiroptère des Antilles.